# Cartierul armenesc (Ierusalimul vechi)

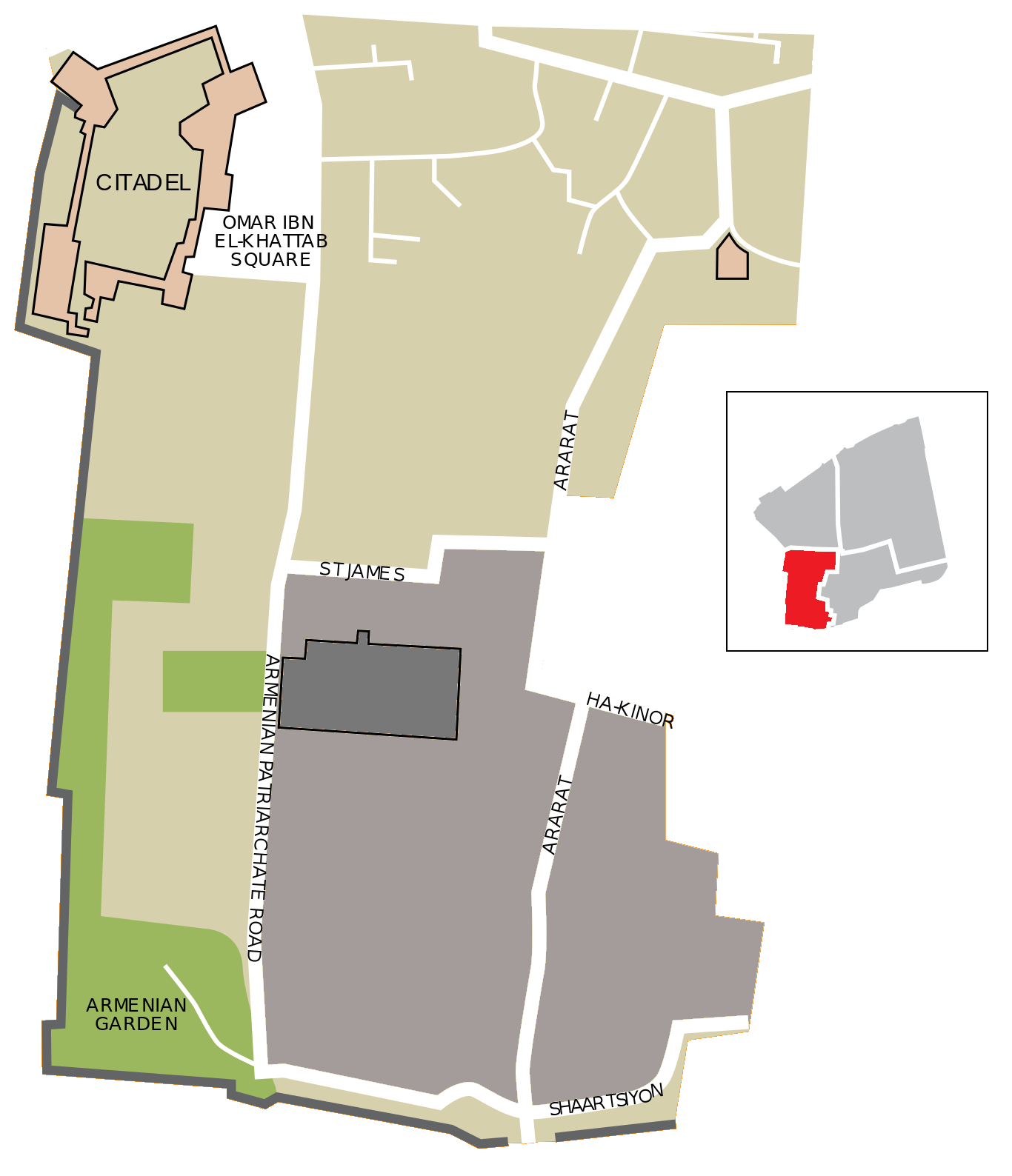
Hartă a Cartierului Armenesc, fără teritoriul considerat de Israel drept parte Cartierului Evreiesc (dreapta centru). Mănăstirea (Patriarhatul) este prezentată în gri. Catedrala Sf. Iacob este prezentată în gri închis.

Cartierul Armenesc (arabă حارة الأرمن, Harat al-Arman; ebraică הרובע הארמני, Ha-Rova ha-Armeni; armeană Հայոց թաղ, Hayots t'agh) este unul dintre cele patru cartiere ale Orașului Vechi Ierusalim. Localizat în colțul sud-vestic al Orașului Vechi, poate fi accesat prin Poarta Sion și Poarta Jaffa. Ocupă o suprafață de 0.126 km² (126 dunam), adică 14% din teritoriul Orașului Vechi. În 2007 avea o populație de 2.424 de locuitori (6,55% din totalul Orașului Vechi). Are o populație și o suprafață comparabile cu cele ale Cartierului Evreiesc. Cartierul Armenesc este separat de Cartierul Creștin prin strada David (Suq el-Bazaar) și de Cartierul Evreiesc prin Strada Habad (Suq el-Husur).
Prezența armenească în Ierusalim datează din secolul 5, când Armenia a adoptat creștinismul ca religie națională și călugări armeni s-au stabilit la Ierusalim. Prin urmare, este considerată cea mai veche comunitate armenească din diaspora armenească existentă în prezent. Treptat, cartierul s-a dezvoltat în jurul mănăstirii Sf. Iacob⁠(d)—care domină cartierul—și a luat o formă modernă în secolul 19. Mănăstirea găzduiește Patriarhia Armeană a Ierusalimului⁠(d), ce a fost înființată ca eparhie în secolul 7. Patriarhia este administratorul de facto al cartierului și acționează ca un „mini-stat bunăstare” pentru rezidenții armeni. Comunitatea armeană este în declin de la mijlocul secolului 20 și este în pericol imediat de dispariție, potrivit lui Bert Vaux.
Deși oficial sunt separați de creștinii ortodocși calcedonieni și romano-catolici, armenii consideră că cartierul lor este parte a Cartierului Creștin⁠(d). Cele trei patriarhii creștine ale Ierusalimului și guvernul Armeniei și-au exprimat în mod public opoziția față de orice divizare politică a celor două cartiere. Principalele motive ale existenței unui cartier armenesc separat sunt miafizitismul⁠(d) și limba și cultura distinctă a armenilor, care, spre deosebire de majoritatea creștinilor din Ierusalim (atât din Israel cât și din Palestina), nu sunt nici arabi, nici palestinieni. În orice caz, armenii care locuiesc în Cartierul Armenesc sunt considerați palestinieni de Israel și Națiunile Unite (UN). Ei au avut de-a face cu multe din aceleași restricții asupra vieților lor cu care se confruntă palestinienii.